# آپولون کوتاتلادزه
آپولون کوتاتلادزه(به گرجی: აპოლონ ქუთათელაძე)؛(۶ ژانویه ۱۹۰۰–۲۵ ژوئن ۱۹۷۲) یک نقاش گرجی بود.

## اوایل زندگی
او تحصیلات ابتدایی را در پوتی، گرجستان آغاز کرد و بعد تحصیلات خود را در مدرسه «جمعیت حمایت از هنرمندان قفقاز» ادامه داد. در سال ۱۹۱۵، وی برای پیوستن به آکادمی نقاشی و طراحی «نیکولای اسکلیفوسوفسکی» در تفلیس، قبل از پیوستن به ارتش گرجستان در ۱۹۱۶، شهر پوتی را ترک می‌کند. وی در سال ۱۹۲۱ در جریان جنگ استقلال گرجستان علیه ارتش سرخ به نبرد باارتش سرخ اعزام شد.
پس از سربازی، با یک ژورنال طنز همکاری می‌کند. وی پس از چهار سال تحصیل در نزد استادانی چون یوگنی لانسره، گیگو گاباشویلی و یوسیف آدولفوویچ شارلمانی، از آکادمی دولتی هنر تفلیس در سال ۱۹۲۶ فارغ‌التحصیل شد. وی چندین سفر علمی به لنینگراد داشته‌است.